# Ornithomimosauria

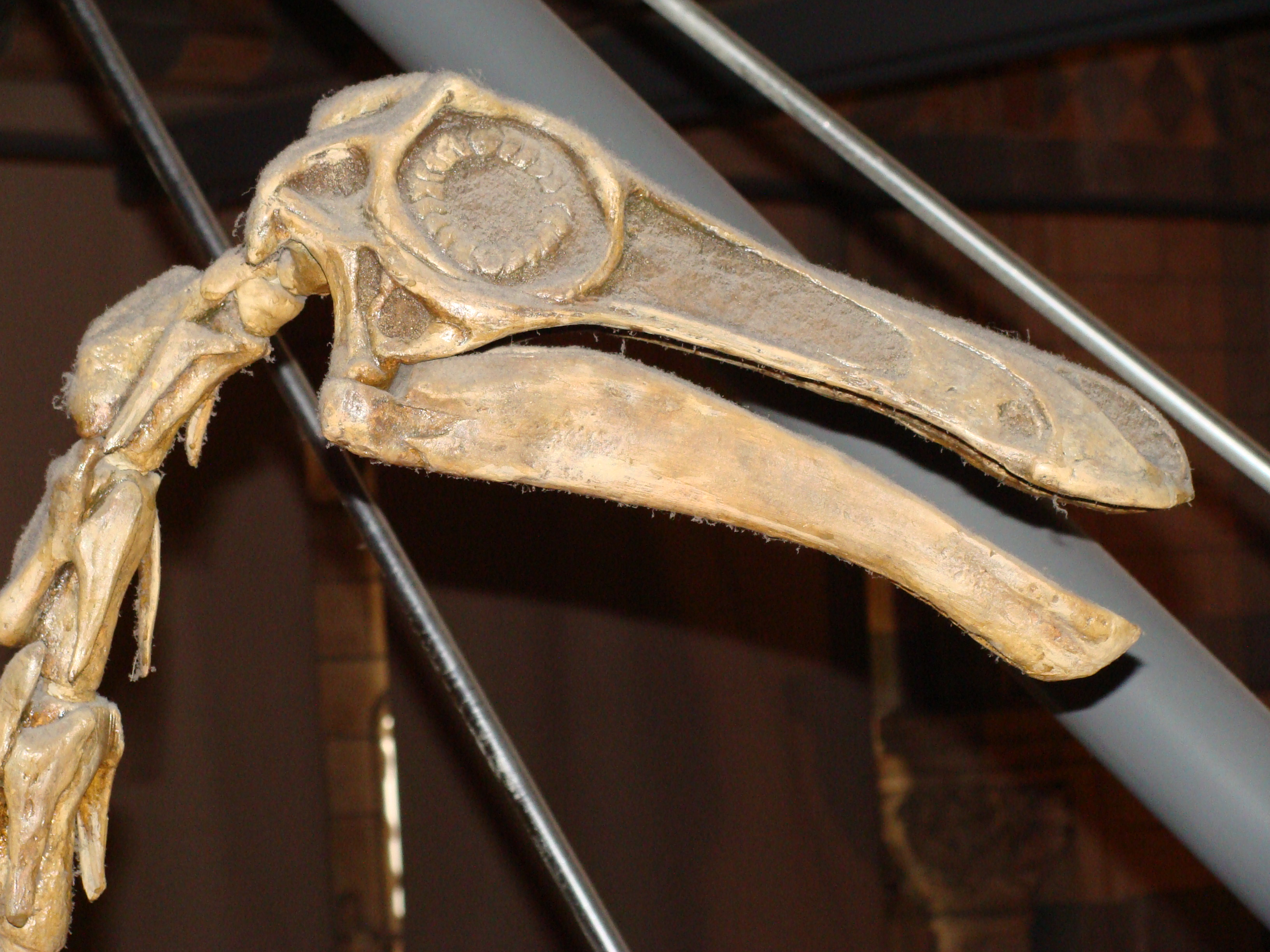
Die Schädel der Ornithomimosauria (hier Gallimimus) waren langgestreckt und leicht gebaut.

Die Ornithomimosauria („Vogelnachahmerechsen“) sind Laufvögeln ähnliche Dinosaurier. Englisch werden sie auch ostrich dinosaurs („Straußendinosaurier“) genannt.
Die Ornithomimosauria waren schlank gebaute, und mit zwei bis fünf Metern Länge mittelgroße Vertreter der Theropoden. Sie konnten vermutlich sehr schnell laufen, wobei sie wie alle Theropoden obligat biped waren, das heißt nur auf den Hinterbeinen liefen. Bis auf die urtümlichen Vertreter waren sie zahnlos. Wovon sie sich ernährten, ist bis heute nicht geklärt. Sie lebten in der Kreidezeit vor rund 134 bis 66 Millionen Jahren, der Großteil der Fossilfunde stammt aus dem östlichen Asien und dem westlichen Nordamerika. Informell lassen sich einige urtümliche Vertreter – Pelecanimimus, Shenzhousaurus, Harpymimus und Garudimimus – von den „höheren“ Ornithomimosauriern, den Ornithomimidae, unterscheiden.

## Merkmale

### Schädel und Zähne
Der Schädel der Ornithomimosauria war relativ klein und saß auf einem langen Hals. Der Schädel war leicht gebaut, die Schnauze war langgestreckt, die Augen sehr groß. Die Schädelhöhle war groß und barg ein gut entwickeltes Gehirn. Das Schädeldach war meist flach, im Gegensatz zu anderen Theropoda waren außer bei Pelecanimimus keine Schädelkämme vorhanden. Der Hirnschädel und die Schnauzenregion waren pneumatisiert, das heißt mit luftgefüllten Hohlräumen versehen. An der Spitze des Oberkiefers saß das Zwischenkieferbein (Praemaxillare). Dieses wies einen langen, nach hinten reichenden Fortsatz auf, der die hintere Begrenzung des Nasenlochs bildete. Dieser Fortsatz ist eine systematisch bedeutsame Synapomorphie, ein gemeinsames abgeleitetes Merkmal. Bei manchen Vertretern wie Garudimimus und Gallimimus war das Zwischenkieferbein U-förmig, bei anderen wie etwa Struthiomimus zugespitzt. Dahinter befand sich der flache, niedrige Oberkieferknochen (Maxillare).
Der Schädel wies wie bei allen Theropoda mehrere Schädelfenster auf. Die beiden Temporalfenster (die Schädelfenster der Schläfenregion) waren klein, das Antorbitalfenster (das Schädelfenster vor dem Auge) hingegen vergrößert. Zusätzlich waren davor noch ein Maxillarfenster und manchmal noch ein weiteres Promaxillarfenster vorhanden. Das Nasenbein war langgestreckt, das paarige Stirn- und Scheitelbein bildeten die flache Schädeldecke.
Der Unterkiefer war schlank und langgestreckt, das Dentale – der vordere, zahntragende Teil des Unterkiefers – war schlank und länglich und seitlich betrachtet annähernd dreieckig. Ein Fund von Ornithomimus ließ am Ober- und Unterkiefer die Überreste eines Schnabels aus Keratin erkennen, der dicht verschlossen werden konnte.
Die urtümlicheren Gattungen der Ornithomimosauria besaßen noch Zähne: Pelecanimimus, der basalste Vertreter, trug rund 220 kleine Zähne im Oberkiefer (am Prämaxillare und Maxillare) und Unterkiefer. Bei allen anderen Tieren war der Oberkiefer zahnlos, Shenzhousaurus und Harpymimus besaßen noch Zähne im Unterkiefer, vermutlich rund neun bis elf pro Kieferhälfte. Alle anderen Ornithomimosauria waren gänzlich zahnlos. Die Zähne der urtümlichen Vertreter wiesen keine Zacken an den Zähnen (Serration) auf, wie sie für Theropoda typisch sind. Die Zähne waren annähernd kegelförmig und hatten einen runden Grundriss.
Das Gehirn dieser Tiere dürfte relativ groß gewesen sein. Schädelabgüsse ergaben, dass das Vorderhirn (Prosencephalon) vergrößert war, der Riechkolben hingegen klein. Der Gesichtssinn war – auch aufgrund der großen Augen – vermutlich gut entwickelt, der Geruchssinn hingegen nicht.

### Rumpfskelett und Gliedmaßen

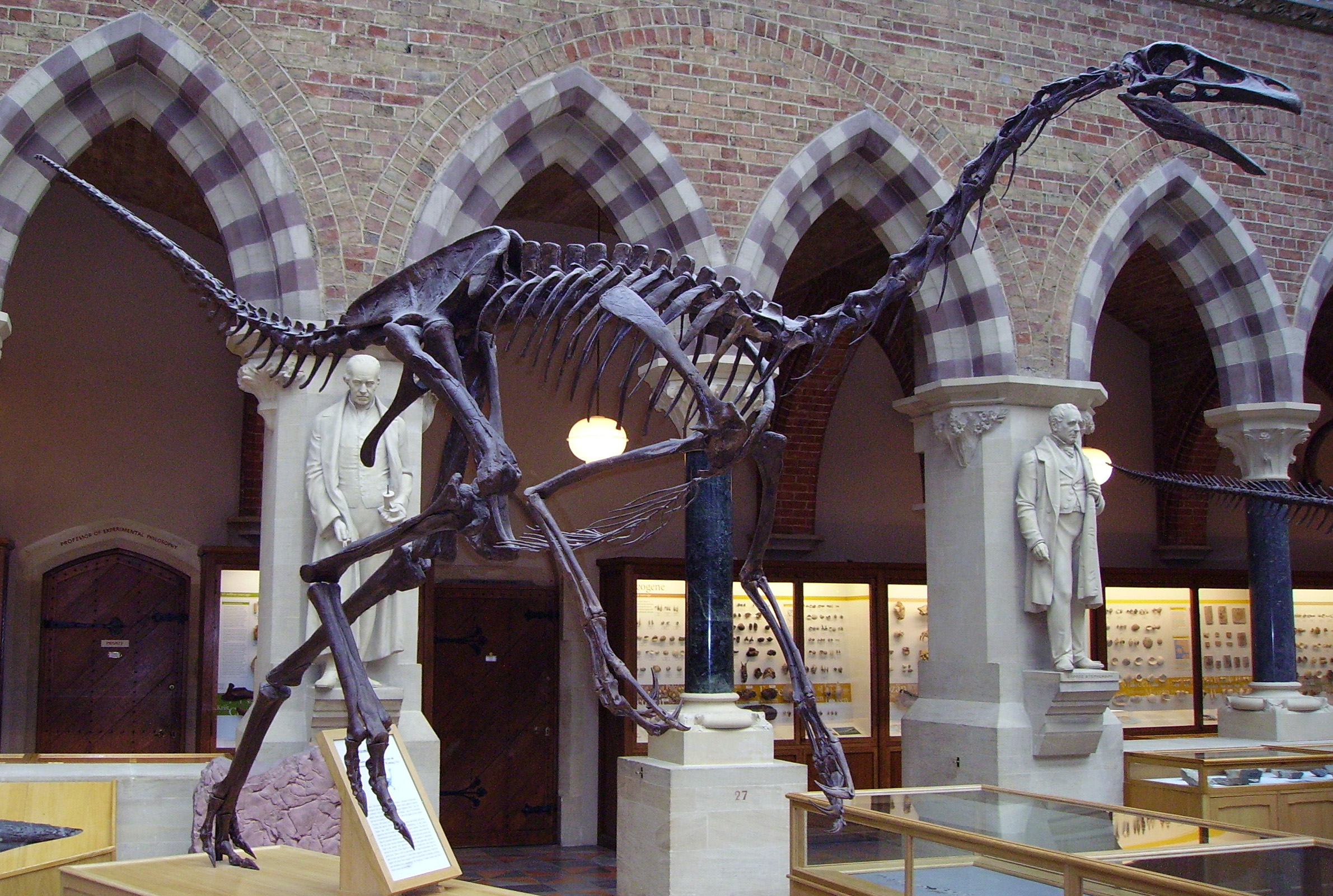
Skelett von Struthiomimus: Erkennbar sind unter anderem der arctometatarsale Zustand des Mittelfußes – der mittlere der drei Mittelfußknochen verjüngt sich in Richtung des Unterschenkels deutlich – und die annähernd gleich langen drei Mittelhandknochen.

Die Wirbelsäule der Ornithomimosauria bestand aus 10 Hals-, 13 Brust-, 6 Kreuz- und rund 35 Schwanzwirbeln. Der Schwanz war wie bei allen Vertretern der Tetanurae versteift. Diese Versteifung wurde einerseits dadurch erreicht, dass die Schwanzwirbel durch lange, nach vorne und hinten reichende Knochenstäbe (Zygapophysen) und andererseits durch Chevronknochen (V-förmige Fortsätze an der Unterseite der Schwanzwirbel) verbunden waren.
Der Schultergürtel war leicht gebaut, im Gegensatz zu den meisten anderen Theropoda fehlte das Gabelbein (Furcula). Die Arme waren verlängert, die Hände eher groß, aber leicht gebaut und nicht an eine räuberische Lebensweise angepasst. Die Hand bestand aus den Strahlen (Mittelhandknochen und Finger) I, II und III (vom Daumen her gezählt), der erste Finger setzte sich aus zwei, der zweite Finger aus drei und der dritte Finger aus vier Fingergliedern (Phalangen) zusammen. Da das erste Fingerglied des ersten Fingers das längste war, waren alle Finger annähernd gleich lang. Eine Besonderheit – zumindest der höher entwickelten Ornithomimosauria – war, dass der Mittelhandknochen (Metacarpus) des ersten Strahls im Gegensatz zu den meisten anderen Theropoden annähernd gleich lang wie die der beiden anderen Strahlen war. Die Finger endeten in Krallen, die an der Unterseite abgerundet und für räuberische Zwecke ungeeignet waren.
Das Becken war eher klein und leicht gebaut; das Darmbein war langgestreckt und trug am vorderen Ende einen nach unten ragenden Fortsatz. Das Schambein ragte nach vorne und unten, das nach hinten weisende Sitzbein war am hinteren Ende bei den meisten Vertretern nach vorne gebogen.
Die Hinterbeine waren länger als die Vorderbeine und in Relation zur Körpergröße auch länger als bei den meisten anderen Theropoda. Der Unterschenkel war um mehr als zehn Prozent länger als der Oberschenkel, Schien- und Wadenbein waren am unteren Ende des Beines fest zusammengedrückt. Die erste Zehe war bei den urtümlicheren Vertretern wie bei allen Theropoda bereits verkürzt, bei den Ornithomimidae fehlte sie völlig. Die Zehen II, III und IV waren symmetrisch nach vorne gerichtet, die dritte (mittlere) war die längste, die zweite und vierte annähernd gleich lang. Die drei nach vorne ragenden Zehen trugen Klauen aus Horn (Keratin), sie waren im Querschnitt dreieckig und an der Unterseite flach. Der Mittelfuß war schmal und verlängert. Bei den „urtümlichen“ Vertretern befanden sich die drei Mittelfußknochen noch nebeneinander, bei den Ornithomimidae berührten sich die oberen Enden des zweiten und vierten Mittelfußknochens und der obere Abschnitt des dritten Mittelfußknochens verjüngte sich nach oben stark. Dieser Bau des Mittelfußes wird als „arctometatarsal“ bezeichnet und besaß gegen Ende des 20. Jahrhunderts eine gewisse Bedeutung für die Systematik der „höheren“ Theropoden. Das Taxon, das sich auf diesem Merkmal gründete, trug den Namen Arctometatarsalia. Nach aktuellem Kenntnisstand zur Stammesgeschichte der „höheren“ Theropoden ist dieses Taxon identisch mit den Ornithomimosauria und der Name wird deshalb nicht mehr benutzt.

### Körperbedeckung

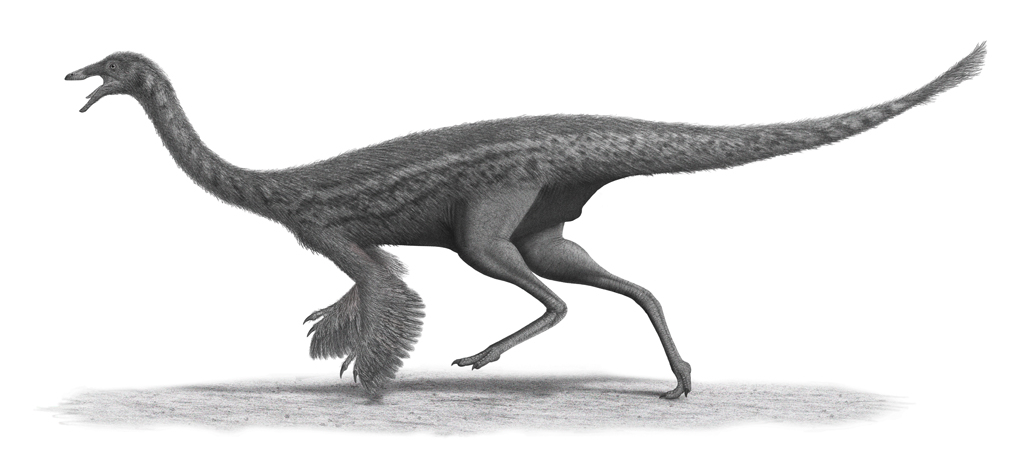
Eine künstlerische Lebendrekonstruktion eines befiederten Gallimimus

Über die Körperbedeckung (Integument) der Ornithomimosauria gab es lange Zeit aus dem Fossilbericht außer den Abdrücken eines Hautkammes am Kopf und eines Kehlsacks bei Pelecanimimus keine Hinweise. Die Entdeckung mehrerer gefiederter Dinosaurier seit Mitte der 1990er-Jahre und die phylogenetischen Untersuchungen ließen es jedoch denkbar erscheinen, dass diese Dinosaurier Federn aufwiesen.
Im Oktober 2012 wurden Fossilien eines Jungtieres und zweier adulter Exemplare von Ornithomimus in einer etwa 72 Millionen Jahre alten Gesteinsschicht beschrieben, die zeigen, dass die Tiere eine daunenartige Befiederung hatten und die Älteren zusätzlich an den Vorderarmen längere Federn besaßen, die ihren Vordergliedmaßen ein dem Vogelflügel ähnliches Aussehen gaben. Die späte Entwicklung der langen Vorderarmbefiederung lässt vermuten, dass sie möglicherweise der Kommunikation mit Artgenossen (intraspezifische Kommunikation), dem Imponierverhalten diente oder den Eiern brütender Tiere zusätzlichen Schutz bot. Der Fund ist der erste Hinweis auf eine Ausbildung flügelartiger Vordergliedmaßen bei Dinosauriern, die nicht zu den Maniraptora gehören.

## Paläobiologie

### Fortbewegung und Sozialverhalten
Wie alle Theropoda waren die Ornithomimosauria Zehengänger (digitigrad) und konnten ihre Beine nur in der Sagittalebene (vorwärts-rückwärts) bewegen – es war ihnen nicht möglich, die Gliedmaßen nach außen zu drehen, wie es etwa Säugetiere können. Der Körper war über dem Becken ausbalanciert, die Wirbelsäule wurde annähernd waagrecht gehalten. Um dennoch eine gute Sicht nach vorne zu ermöglichen, war der Hals S-förmig gebogen. Der versteifte Schwanz stand waagrecht nach hinten. Aufgrund des Baus ihrer Hinterbeine – insbesondere der langen Unterschenkel und der modifizierten Mittelfußknochen – gelten die Ornithomimosauria als schnelle Läufer. Ein Vergleich des Beckens und der Hinterbeine dieser Dinosaurier mit denen von Laufvögeln kam aufgrund der rekonstruierten Muskulatur zu dem Schluss, dass Ornithomimosauria die Geschwindigkeit, nicht aber die Manövrierfähigkeit der heutigen Vögel erreichten. Andere Schätzungen über die Höchstgeschwindigkeit dieser Tiere belaufen sich auf 35 bis 60 km/h.
Aussagen über das Sozialverhalten der Ornithomimosauria sind schwierig, wie bei allen nur durch Fossilfunde bekannten Tieren. Selbst Funde von Überresten mehrerer Tiere an einem Ort (Taphozönose) müssen nicht auf ein Gruppenleben hindeuten, sondern können auch durch bestimmte Umstände bei der Einbettung der Körper im Sediment erklärt werden. Die meisten Funde stammen von Einzeltieren, zwei Entdeckungen sprechen aber für ein zumindest zeitweiliges Gruppenleben. Von Archaeornithomimus gibt es ein bone bed („Knochenlager“), bei dem die Überreste mehrerer Tiere an einem Ort entdeckt wurden. Bei Überresten von Sinornithomimus lassen die Funde auf ein plötzliches Massensterben einer ganzen Gruppe schließen, die sich sowohl aus Jungtieren als auch aus ausgewachsenen Tieren zusammensetzte. Ob diese beiden Gattungen das ganze Jahr über oder nur saisonal und ob auch andere Vertreter der Ornithomimosauria in Gruppen lebten, ist nicht bekannt.

### Nahrung

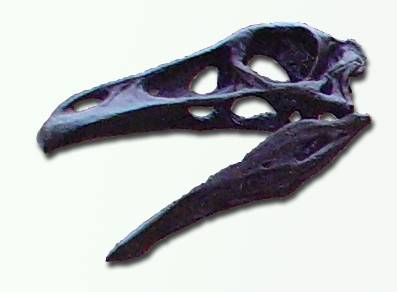
Die Ernährung der Ornithomimosauria ist aufgrund der meist zahnlosen Schädel nicht restlos geklärt

Über die Ernährungsweise der Ornithomimosauria gibt es keine gesicherten Erkenntnisse – sowohl für die urtümlichen bezahnten Vertreter als für die zahnlosen Arten. Schon Henry Fairfield Osborn stellte 1917 drei Hypothesen über die Ernährung dieser Tiere auf: Sie könnten Pflanzenfresser gewesen sein, deren Nahrung aus Blättern, Früchten oder ähnlichem bestand, sie könnten Ameisen gefressen oder im Süßwasser lebende wirbellose Tiere gejagt haben.
Andere Forscher vermuteten eine räuberische Lebensweise, da die Tiere zur Gruppe der Theropoda gerechnet werden, die größtenteils fleischfressende Dinosaurier umfasst. Sie könnten demnach kleine Wirbeltiere oder auch Eier verzehrt haben. Die Form der Zähne beziehungsweise die Zahnlosigkeit sowie der zierliche Bau der Vordergliedmaßen spricht jedoch gegen eine räuberische Lebensweise. Ein weiteres Gegenargument ist die Lage der Augen seitlich am Kopf. Das ermöglicht einen guten Rundumblick, verkleinert jedoch den Bereich des räumlichen Sehens, der für die Entfernungsabschätzung zur Beute bedeutsam ist. Viele andere, eindeutig räuberische Theropoda, haben im Gegensatz dazu mehr nach vorne gerichtete Augen, so wie auch viele andere fleischfressende Tiere.
1999 wurden bei zwei Ornithomimosauria, dem bezahnten Shenzhousaurus und dem zahnlosen Sinornithomimus, Gastrolithen (Magensteine) entdeckt. Die Position des Gastrolithen innerhalb des Rumpfes könnte darauf hindeuten, dass die Dinosaurier ähnlich wie heutige pflanzenfressende Vögel einen Muskelmagen besessen und Magensteine zur besseren Zerkleinerung der Nahrung verschluckt haben. Diese Entdeckung ist ein Hinweis, dass zumindest diese beiden Gattungen Pflanzenfresser gewesen sein könnten. Das Fehlen von knöchernen Einschlüssen und von Apatit deutet darauf hin, dass sie keine Wirbeltiere gefressen haben. Bei anderen gut erhaltenen Fossilfunden von Ornithomimosauria gibt es allerdings keinerlei Hinweise auf Gastrolithen.
2001 wurde bei Gallimimus eine lamellenförmige Struktur an der Spitze beider Kieferknochen entdeckt. Diese Struktur könnte auf eine filtrierende Nahrungsaufnahme hinweisen, das heißt, sie hätte wie ein Sieb funktioniert, um Kleinlebewesen aus dem Wasser zu fischen. Eine ähnliche Form der Nahrungsaufnahme findet sich auch bei heutigen Vögeln, etwa der Löffelente. Die kleinen Zähne an den Schnauzenspitze der urtümlichen Vertreter stellen demnach ein Frühstadium in der Evolution dieses Filtrierapparates dar. Gastrolithen sind kein Widerspruch zur filtrierenden Ernährung, da manche Magensteine sehr klein waren und sich solche Formen auch bei heutigen Vögeln mit gleicher Ernährung finden. Für diese Theorie spricht auch, dass Fossilfunde von Ornithomimosauria in Lebensräumen nahe bei Seen oder Flüssen häufiger sind als in ausgesprochen trockenen Habitaten. Zumindest einige dieser Dinosaurier könnten ein Teil ihrer Nahrung aus dem Wasser filtriert haben, aber vieles bei der Ernährung der Ornithomimosauria ist noch unbekannt.

### Fortpflanzung
Die Ornithomimosauria haben wie alle anderen Dinosaurier Eier gelegt, die Funde sind jedoch spärlich. Untersuchungen des Beckenkanals ergaben, dass dieser bei diesen Tieren relativ breit war, was dafür sprechen könnte, dass sie größere und weniger Eier als andere Dinosaurier gelegt haben. Aus der Iren-Dabasu-Formation im chinesischen Autonomen Gebiet Innere Mongolei gibt es fossile Eier, die spekulativ den Ornithomimosauria zugerechnet wurden. Ansonsten ist über die Fortpflanzung oder Jungenaufzucht dieser Tiere nichts bekannt.

## Systematik

### Paläobiogeographie und Zeitraum
Die Ornithomimosauria sind eine erdgeschichtlich relativ junge Gruppe der Dinosaurier, sie sind nur aus der Kreidezeit bekannt. Der wohl älteste und urtümlichste Vertreter, Pelecanimimus, stammt aus dem Barremium (vor 130 bis 126 Millionen Jahren) und wurde in Spanien gefunden. Abgesehen von fragmentarischen Überresten aus den Niederlanden und Australien – die beide von Vertretern dieser Gruppe stammen könnten, aber zu spärlich für eine systematische Zuordnung sind – stammen alle Funde dieser Dinosaurier aus dem östlichen Asien und dem westlichen Nordamerika. Aus Ostasien – der Mongolei und China – stammen dabei die übrigen basalen Gattungen sowie einige Vertreter der Ornithomimidae. Die nordamerikanischen Vertreter, Ornithomimus und Struthiomimus, sind erst ab dem mittleren Campanium oder frühen Maastrichtium (vor rund 80 bis 69 Millionen Jahren) belegt. Zumindest einmal müssen diese Tiere also das spätere Beringia überquert haben. Ob die nordamerikanischen Taxa eine gemeinsame Abstammungslinie bilden oder ob mehrmalige Wanderbewegungen stattgefunden haben, ist nicht bekannt. Wie alle Nicht-Vogel-Dinosaurier sind diese Tiere beim Massenaussterben am Ende der Kreidezeit ausgestorben. (Für die Diskussionen der Gründe für dieses Aussterben siehe Kreide-Tertiär-Grenze und Das Aussterben der Dinosaurier.)

### Äußere Systematik
Die Ornithomimosauria werden innerhalb der Dinosaurier in die Theropoda klassifiziert, zu denen nahezu alle fleischfressenden Dinosaurier, aber auch die Vögel gerechnet werden. Innerhalb der Theropoda gelten sie als relativ basale Gruppe der Coelurosauria, ihr Schwestertaxon sind die Maniraptora. Ein mögliches Kladogramm, das die systematische Position innerhalb der Dinosaurier darstellt, sieht folgendermaßen aus:
|                   | Tyrannosauroidea                                                  |
|                   |                                                                   |
| Maniraptoriformes | \| \| Ornithomimosauria \| \| \| \| \| \| Maniraptora \| \| \| \| |
|                   | \| \| Ornithomimosauria \| \| \| \| \| \| Maniraptora \| \| \| \| |
|                   | Ornithomimosauria                                                 |
|                   |                                                                   |
|                   | Maniraptora                                                       |
|                   |                                                                   |

|  | Ornithomimosauria |
|  |                   |
|  | Maniraptora       |
|  |                   |

|                   | Tyrannosauroidea                                                  |
|                   |                                                                   |
| Maniraptoriformes | \| \| Ornithomimosauria \| \| \| \| \| \| Maniraptora \| \| \| \| |
|                   | \| \| Ornithomimosauria \| \| \| \| \| \| Maniraptora \| \| \| \| |
|                   | Ornithomimosauria                                                 |
|                   |                                                                   |
|                   | Maniraptora                                                       |
|                   |                                                                   |

|  | Ornithomimosauria |
|  |                   |
|  | Maniraptora       |
|  |                   |

|                   | Tyrannosauroidea                                                  |
|                   |                                                                   |
| Maniraptoriformes | \| \| Ornithomimosauria \| \| \| \| \| \| Maniraptora \| \| \| \| |
|                   | \| \| Ornithomimosauria \| \| \| \| \| \| Maniraptora \| \| \| \| |
|                   | Ornithomimosauria                                                 |
|                   |                                                                   |
|                   | Maniraptora                                                       |
|                   |                                                                   |

|  | Ornithomimosauria |
|  |                   |
|  | Maniraptora       |
|  |                   |

|                   | Tyrannosauroidea                                                  |
|                   |                                                                   |
| Maniraptoriformes | \| \| Ornithomimosauria \| \| \| \| \| \| Maniraptora \| \| \| \| |
|                   | \| \| Ornithomimosauria \| \| \| \| \| \| Maniraptora \| \| \| \| |
|                   | Ornithomimosauria                                                 |
|                   |                                                                   |
|                   | Maniraptora                                                       |
|                   |                                                                   |

|  | Ornithomimosauria |
|  |                   |
|  | Maniraptora       |
|  |                   |

|                   | Tyrannosauroidea                                                  |
|                   |                                                                   |
| Maniraptoriformes | \| \| Ornithomimosauria \| \| \| \| \| \| Maniraptora \| \| \| \| |
|                   | \| \| Ornithomimosauria \| \| \| \| \| \| Maniraptora \| \| \| \| |
|                   | Ornithomimosauria                                                 |
|                   |                                                                   |
|                   | Maniraptora                                                       |
|                   |                                                                   |

|  | Ornithomimosauria |
|  |                   |
|  | Maniraptora       |
|  |                   |

|                   | Tyrannosauroidea                                                  |
|                   |                                                                   |
| Maniraptoriformes | \| \| Ornithomimosauria \| \| \| \| \| \| Maniraptora \| \| \| \| |
|                   | \| \| Ornithomimosauria \| \| \| \| \| \| Maniraptora \| \| \| \| |
|                   | Ornithomimosauria                                                 |
|                   |                                                                   |
|                   | Maniraptora                                                       |
|                   |                                                                   |

|  | Ornithomimosauria |
|  |                   |
|  | Maniraptora       |
|  |                   |

|                   | Tyrannosauroidea                                                  |
|                   |                                                                   |
| Maniraptoriformes | \| \| Ornithomimosauria \| \| \| \| \| \| Maniraptora \| \| \| \| |
|                   | \| \| Ornithomimosauria \| \| \| \| \| \| Maniraptora \| \| \| \| |
|                   | Ornithomimosauria                                                 |
|                   |                                                                   |
|                   | Maniraptora                                                       |
|                   |                                                                   |

|  | Ornithomimosauria |
|  |                   |
|  | Maniraptora       |
|  |                   |

|                   | Tyrannosauroidea                                                  |
|                   |                                                                   |
| Maniraptoriformes | \| \| Ornithomimosauria \| \| \| \| \| \| Maniraptora \| \| \| \| |
|                   | \| \| Ornithomimosauria \| \| \| \| \| \| Maniraptora \| \| \| \| |
|                   | Ornithomimosauria                                                 |
|                   |                                                                   |
|                   | Maniraptora                                                       |
|                   |                                                                   |

|  | Ornithomimosauria |
|  |                   |
|  | Maniraptora       |
|  |                   |

|                   | Tyrannosauroidea                                                  |
|                   |                                                                   |
| Maniraptoriformes | \| \| Ornithomimosauria \| \| \| \| \| \| Maniraptora \| \| \| \| |
|                   | \| \| Ornithomimosauria \| \| \| \| \| \| Maniraptora \| \| \| \| |
|                   | Ornithomimosauria                                                 |
|                   |                                                                   |
|                   | Maniraptora                                                       |
|                   |                                                                   |

|  | Ornithomimosauria |
|  |                   |
|  | Maniraptora       |
|  |                   |

|                   | Tyrannosauroidea                                                  |
|                   |                                                                   |
| Maniraptoriformes | \| \| Ornithomimosauria \| \| \| \| \| \| Maniraptora \| \| \| \| |
|                   | \| \| Ornithomimosauria \| \| \| \| \| \| Maniraptora \| \| \| \| |
|                   | Ornithomimosauria                                                 |
|                   |                                                                   |
|                   | Maniraptora                                                       |
|                   |                                                                   |

|  | Ornithomimosauria |
|  |                   |
|  | Maniraptora       |
|  |                   |

|                   | Tyrannosauroidea                                                  |
|                   |                                                                   |
| Maniraptoriformes | \| \| Ornithomimosauria \| \| \| \| \| \| Maniraptora \| \| \| \| |
|                   | \| \| Ornithomimosauria \| \| \| \| \| \| Maniraptora \| \| \| \| |
|                   | Ornithomimosauria                                                 |
|                   |                                                                   |
|                   | Maniraptora                                                       |
|                   |                                                                   |

|  | Ornithomimosauria |
|  |                   |
|  | Maniraptora       |
|  |                   |

|                   | Tyrannosauroidea                                                  |
|                   |                                                                   |
| Maniraptoriformes | \| \| Ornithomimosauria \| \| \| \| \| \| Maniraptora \| \| \| \| |
|                   | \| \| Ornithomimosauria \| \| \| \| \| \| Maniraptora \| \| \| \| |
|                   | Ornithomimosauria                                                 |
|                   |                                                                   |
|                   | Maniraptora                                                       |
|                   |                                                                   |

|  | Ornithomimosauria |
|  |                   |
|  | Maniraptora       |
|  |                   |

|                   | Tyrannosauroidea                                                  |
|                   |                                                                   |
| Maniraptoriformes | \| \| Ornithomimosauria \| \| \| \| \| \| Maniraptora \| \| \| \| |
|                   | \| \| Ornithomimosauria \| \| \| \| \| \| Maniraptora \| \| \| \| |
|                   | Ornithomimosauria                                                 |
|                   |                                                                   |
|                   | Maniraptora                                                       |
|                   |                                                                   |

|  | Ornithomimosauria |
|  |                   |
|  | Maniraptora       |
|  |                   |

|                   | Tyrannosauroidea                                                  |
|                   |                                                                   |
| Maniraptoriformes | \| \| Ornithomimosauria \| \| \| \| \| \| Maniraptora \| \| \| \| |
|                   | \| \| Ornithomimosauria \| \| \| \| \| \| Maniraptora \| \| \| \| |
|                   | Ornithomimosauria                                                 |
|                   |                                                                   |
|                   | Maniraptora                                                       |
|                   |                                                                   |

|  | Ornithomimosauria |
|  |                   |
|  | Maniraptora       |
|  |                   |

|                   | Tyrannosauroidea                                                  |
|                   |                                                                   |
| Maniraptoriformes | \| \| Ornithomimosauria \| \| \| \| \| \| Maniraptora \| \| \| \| |
|                   | \| \| Ornithomimosauria \| \| \| \| \| \| Maniraptora \| \| \| \| |
|                   | Ornithomimosauria                                                 |
|                   |                                                                   |
|                   | Maniraptora                                                       |
|                   |                                                                   |

|  | Ornithomimosauria |
|  |                   |
|  | Maniraptora       |
|  |                   |

|                   | Tyrannosauroidea                                                  |
|                   |                                                                   |
| Maniraptoriformes | \| \| Ornithomimosauria \| \| \| \| \| \| Maniraptora \| \| \| \| |
|                   | \| \| Ornithomimosauria \| \| \| \| \| \| Maniraptora \| \| \| \| |
|                   | Ornithomimosauria                                                 |
|                   |                                                                   |
|                   | Maniraptora                                                       |
|                   |                                                                   |

|  | Ornithomimosauria |
|  |                   |
|  | Maniraptora       |
|  |                   |

### Innere Systematik
Die Ornithomimosauria werden unterteilt in einige basale Vertreter, die noch einige ursprüngliche Merkmale wie etwa Zähne zeigen, und die Ornithomimidae. Die nachfolgende Gattungsliste folgt weitgehend Peter Makovicky und anderen.
- Ornithomimosauria
  - Arkansaurus[11]
  - Harpymimus
  - Hexing[12]
  - Kinnareemimus[13]
  - Nqwebasaurus[14]
  - Pelecanimimus
  - Shenzhousaurus
  - Thecocoelurus[15]
  - Valdoraptor[15]
  - Deinocheiridae[16]
    - Beishanlong[17]
    - Deinocheirus
    - Garudimimus
    - Paraxenisaurus[18]

  - Ornithomimidae
    - Anserimimus
    - Archaeornithomimus
    - Gallimimus
    - Ornithomimus (einschließlich Dromiceiomimus)
    - Qiupalong[19]
    - Rativates[20]
    - Sinornithomimus
    - Struthiomimus

  - nomen dubium
    - Coelosaurus

Bei Coelosaurus sind die Funde zu spärlich für eine systematische Zuordnung.
Die innere Systematik der Ornithomimosauria ist nur bei den urtümlicheren Vertretern gut belegt. Pelecanimimus gilt als Schwestertaxon der übrigen Gattungen und hat als einziger noch Zähne im Oberkiefer. Shenzhousaurus ist Schwestertaxon der verbleibenden Ornithomimosauria, was durch ein gerades und nicht nach vorne und unten gebogenes Sitzbein untermauert wird. Harpymimus besitzt noch Zähne im Unterkiefer und steht so der zahnlosen Garudimimus-Ornithomimidae-Klade gegenüber. Die Ornithomimidae haben als gemeinsame Synapomorphien die arctometatarsale Stellung der Mittelfußknochen (siehe oben) und den Verlust der ersten Zehe des Fußes. Die Abstammungslinien innerhalb der Ornithomimidae sind nicht geklärt, kladistische Studien liefern keine eindeutigen Ergebnisse.

## Entdeckungs- und Forschungsgeschichte

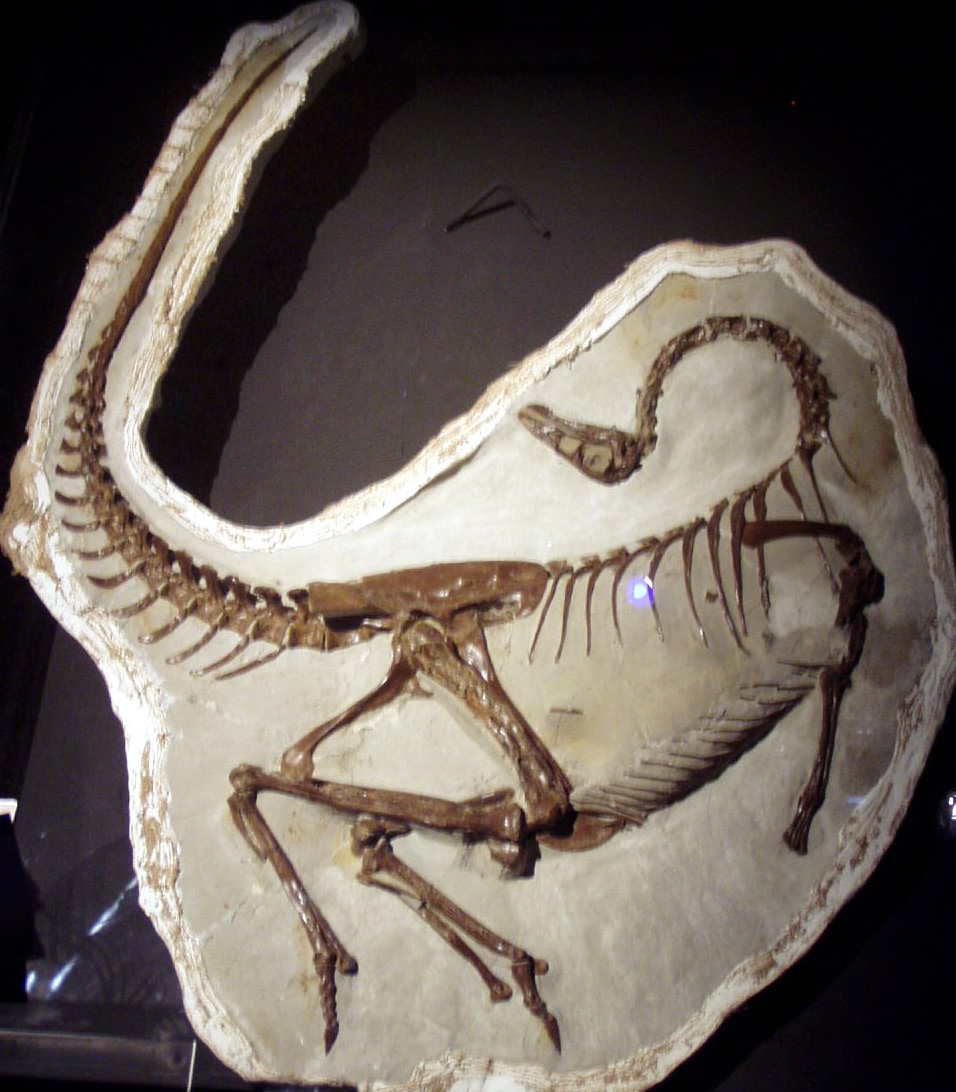
Fossile Überreste von Ornithomimus

Der erste Vertreter der Ornithomimosauria, der entdeckt wurde, war Ornithomimus, der 1890 von Othniel Charles Marsh beschrieben wurde. Marsh prägte auch gleichzeitig die Familie Ornithomimidae, die damals noch monotypisch war. 1902 brachte Lawrence Lambe das später als Struthiomimus bezeichnete Tier ans Tageslicht. Aufgrund der auffälligen Merkmale wie dem zahnlosen Schnabel und der arctometatarsalen Stellung der Mittelfußknochen waren die Ornithomimidae eines der ersten höheren Dinosauriertaxa, die anerkannt wurden. Erste Mutmaßungen über die Paläobiologie stellte Henry Fairfield Osborn 1917 auf. In den 1920er- und 1930er-Jahren wurden in den Vereinigten Staaten und Kanada weitere Fossilien von diesen Tieren entdeckt, die heute allesamt in Ornithomimus oder Struthiomimus eingegliedert werden. 1933 wurde mit dem späteren Archaeornithomimus der erste asiatische Vertreter gefunden. Abgesehen von dem rätselhaften Deinocheirus dauerte es danach bis 1972, bis mit Gallimimus eine neue Gattung dieser Tiergruppe zu Tage gefördert wurde. Im gleichen Jahr veröffentlichte Dale Russell seine paläobiologischen Studien. 1976 prägte der mongolische Paläontologe Rinchen Barsbold das Taxon Ornithomimosauria, zunächst nur für die Ornithomimidae, später auch für die urtümlichen Vertreter Garudimimus (1981) und Harpymimus (1984). 1986 wurden die ersten kladistischen Studien durch Jacques Gauthier veröffentlicht, in denen er die auch heute noch vertretene Sichtweise präsentierte, die Ornithomimosauria seien die Schwestergruppe der Maniraptora. 1994 klassifizierte Thomas R. Holtz die Ornithomimosauria als nahe Verwandte der Troodontidae und Tyrannosauroidea und nannte die gemeinsamen Taxa Bullatosauria und Arctometatarsalia, Sichtweisen, die heute verworfen werden. Im gleichen Jahr wurde mit Pelecanimimus der erste aus Europa stammende Vertreter dieser Tiergruppe beschrieben. Es folgten weitere phylogenetische Studien, unter anderem durch Paul Sereno, Kevin Padian und Yoshitsugu Kobayashi. Sereno schloss beispielsweise noch die Therizinosauroidea und die Alvarezsauridae in die Ornithomimosauria ein, während Padian 1999 die bis heute gültige Definition der Ornithomimosauria aufstellte als das Taxon, das alle Nachkommen des letzten gemeinsamen Vorfahren von Pelecanimimus polyodon und Ornithomimus edmontonicus umfasst. Im 21. Jahrhundert setzt sich die Forschung an diesen Tieren fort. Neben phylogenetischen und paläobiologischen Studien werden auch immer wieder neue Gattungen beschrieben, beispielsweise Shenzhousaurus und Sinornithomimus, und die offen gebliebenen Fragen, etwa bei der Ernährung, lassen weitere Untersuchungen erwarten.